# بلگریویا
بلگراویا (به انگلیسی: Belgravia ؛ تلفظ: ‎/bɛlˈɡreɪviə/‎) نام منطقه‌ای اعیان‌نشین در بخش مرکزی لندن است.